# Тумба (езеро)
Тумба (на френски: Lac Tumba) е крайречно езеро в Екваториална Африка, в Демократична република Конго, в централната част на падината Конго. Дължината му от северозапад на югоизток е 50 km, ширината – до 25 km, а площта му варира от 500 до 765 km². Максимална дълбочина – 6 m, обем – 38,2 km³. Разположено е на 340 m н.в. По произход представлява система от „удавени“ речни долини на реките Икабо, Хонго, Лолиа, Битука, Нгое и др., вливащи се в него. На северозапад чрез протока Иребу се оттича в река Конго. Обитава се от 114 вида риби, които са обект наместен риболов. Открито е през май 1883 г. от американския изследовател и колонизатор на Африка Хенри Мортън Стенли.